# Grobelnik
Grobelnik je priimek v Sloveniji, ki ga je po podatkih Statističnega urada Republike Slovenije na dan 1. januarja 2010 uporabljalo 585  oseb in je med vsemi priimki po pogostosti uporabe uvrščen na 473. mesto.

## Znani nosilci priimka
- Gustav Grobelnik (1917–1990), gledališčnik, kulturni delavec v Celju
- Irena Grobelnik, zdravnica rehabilitacijske medicine (fiziatrinja)
- Ivan Grobelnik (1920–2022), partizan, aktivist NOG, gospodarstvenik
- Jera Grobelnik (*1975), košarkarica
- Marko Grobelnik (*1966), strokovnjak za umetno inteligenco (IJS)
- Mira Grobelnik (*1963), kegljavka
- Rihard Grobelnik, judoist
- Slobodan Grobelnik (1918–1999), zdravnik ortoped, fiziater (organizator medic. rehabilitacije), prof. MF